# Taça de Portugal 2013-2014
La Taça de Portugal 2013-2014 è stata la 74ª edizione del torneo. È iniziata il 1º settembre 2013 e si è conclusa il 18 maggio 2014. Grazie al successo per 1-0 in finale ai danni del Rio Ave, il Benfica si è aggiudicato per la 25ª volta nella sua storia tale trofeo.

## Primo turno
| Squadra 1           | Risultato       | Squadra 2         |
| ------------------- | --------------- | ----------------- |
| 1º settembre 2013   |                 |                   |
| Oliveira do Bairro  | 0 – 2           | Fabril Barreiro   |
| Santiago            | 0 – 1           | Estarreja         |
| Fátima              | 2 – 0           | Castro Daire      |
| Santa Eulalia       | 2 – 1 (dts)     | Portomosense      |
| Sousense            | 2 – 1           | Moura             |
| Sintrense           | 1 – 2           | Mafra             |
| Atalaia do Campo    | 0 – 7           | Alcanenense       |
| Pêro Pinheiro       | 1 – 1 (4–5 dcr) | Torres Novas      |
| Operário dos Açores | 1 – 1 (4–3 dcr) | Salgueiros        |
| Valenciano          | 3 – 4           | Cesarense         |
| Vieira              | 0 – 3           | Nogueirense       |
| O Elvas             | 1 – 2 (dts)     | Barreirense       |
| Vila Flor           | 0 – 0 (0–3 dcr) | Merelinense       |
| Vizela              | 2 – 0           | Pampilhosa        |
| Boavista            | 1 – 0 (dts)     | 1º Dezembro       |
| Joane               | 0 – 1           | Maria da Fonte    |
| Lourinhanense       | 0 – 1           | Lourosa           |
| AD Oliveirense      | 3 – 2 (dts)     | Vila Meã          |
| Ribeirão            | 6 – 0           | Sanjoanense       |
| Almodôvar           | 0 – 1 (dts)     | Ninense           |
| Vila Cortez         | 2 – 4           | Castrense         |
| Bragança            | 0 – 1           | Avanca            |
| Benfica e C.B.      | 2 – 0 (dts)     | Carregado         |
| Sacavenense         | 3 – 0           | Sampedrense       |
| Camacha             | 5 – 0           | Ansião            |
| Amarante            | 1 – 3           | Freamunde         |
| Aljustrelense       | 2 – 2 (2–0 dcr) | Casa Pia          |
| Águias Moradal      | 0 – 2           | Espinho           |
| São João de Ver     | 3 – 2           | Ferreiras         |
| Atlético Reguengos  | 0 – 1           | Varzim            |
| Pinhalnovense       | 1 – 1 (4–1 dcr) | Coimbrões         |
| Moncorvo            | 1 – 2           | Perafita          |
| Marinhas            | 3 – 0           | Naval             |
| União Leiria        | 2 – 1 (dts)     | Torreense         |
| Grijó               | 2 – 2 (5–4 dcr) | Lousada           |
| Lixa                | 1 – 2           | Tourizense        |
| Gafetense           | 2 – 1           | Vianense          |
| Anadia              | 0 – 1 (dts)     | Sertanense        |
| Oriental Lisbona    | 7 – 0           | União Nogueirense |
| Quarteirense        | 1 – 2           | Amora             |
| Amiense             | 0 – 4           | Tirsense          |
| CF Benfica          | 1 – 0           | Oliveira Hospital |
| Aliados Lordelo     | 3 – 2           | Manteigas         |
| Vila Pouca          | 0 – 1           | Santa Maria       |

## Secondo turno
| Squadra 1          | Risultato       | Squadra 2           |
| ------------------ | --------------- | ------------------- |
| 21 settembre 2013  |                 |                     |
| Louletano          | 2 – 0           | Praiense            |
| Moreirense         | 9 – 0           | Merelinense         |
| Oriental Lisbona   | 1 – 0           | Aliados Lordelo     |
| Feirense           | 2 – 1           | Sourense            |
| 22 settembre 2013  |                 |                     |
| Fafe               | 2 – 1           | Perafita            |
| Chaves             | 8 – 0           | Avanca              |
| Farense            | 2 – 2 (7–6 dcr) | Lourosa             |
| Marinhense         | 0 – 6           | Caldas              |
| Benfica e C.B.     | 2 – 1           | União Madeira       |
| Lusitano FCV       | 2 – 1           | CF Benfica          |
| São João de Ver    | 5 – 0           | Lusitano VRSA       |
| Cerveira           | 1 – 3           | Cova da Piedade     |
| Académico de Viseu | 2 – 1           | Nogueirense         |
| Beira-Mar          | 4 – 1           | Grijó               |
| Santa Eulalia      | 2 – 1           | Ninense             |
| Felgueiras 1932    | 2 – 0           | Bustelo             |
| Maria da Fonte     | 2 – 3 (dts)     | O Grandolense       |
| Fátima             | 2 – 1 (dts)     | Sporting Ideal      |
| Vilaverdense       | 1 – 0           | Atlético Riachense  |
| Varzim             | 3 – 0           | Espinho             |
| Esperança Lagos    | 1 – 0           | Pedras Rubras       |
| Oliveirense        | 2 – 1           | Limianos            |
| União Leiria       | 3 – 1           | Marinhas            |
| Covilhã            | 3 – 1           | Tourizense          |
| Ribeirão           | 4 – 0           | Juventude de Évora  |
| Estarreja          | 1 – 5           | Cinfães             |
| Pinhalnovense      | 0 – 1           | Santa Clara         |
| Santa Maria        | 4 – 1           | Cesarense           |
| Atlético CP        | 1 – 0 (dts)     | Mirandela           |
| Alba               | 2 – 1           | União de Montemor   |
| Loures             | 5 – 0           | Carapinheirense     |
| Tondela            | 5 – 1           | Torres Novas        |
| Alcanenense        | 3 – 1           | Barreirense         |
| Leixões            | 2 – 0           | Sacavenense         |
| Mafra              | 3 – 0           | Oriolenses          |
| Gafetense          | 1 – 1 (4–1 dcr) | Sourense            |
| Fabril Barreiro    | 0 – 2           | Operário dos Açores |
| Freamunde          | 4 – 0           | Desportivo Ronfe    |
| AD Oliveirense     | 1 – 0           | Vizela              |
| Piense             | 2 – 2 (4–3 dcr) | Vitória Sernache    |
| Castrense          | 2 – 3           | Camacha             |
| Penafiel           | 2 – 1           | Tirsense            |
| Boavista           | 1 – 2           | Portimonense        |
| Aljustrelense      | 3 – 1           | Igreja Nova         |
| Trofense           | 3 – 0           | Pedras Salgada      |
| Gondomar           | 1 – 2           | Desp. Aves          |
| Famalicão          | 3 – 0           | Eirense             |
| Sertanense         | 4 – 2           | Amora               |

## Terzo turno
| Squadra 1        | Risultato       | Squadra 2           |
| ---------------- | --------------- | ------------------- |
| 19 ottobre 2013  |                 |                     |
| Cinfães          | 0 – 1           | Benfica             |
| Mafra            | 0 – 1           | Beira-Mar           |
| Penafiel         | 4 – 2           | Operário dos Açores |
| Aljustrelense    | 0 – 1           | Desp. Aves          |
| Fátima           | 0 – 3           | Vitória Guimarães   |
| Oliveirense      | 1 – 3           | Paços Ferreira      |
| Leixões          | 1 – 0           | Felgueiras 1932     |
| Covilhã          | 2 – 1           | Santa Clara         |
| Gafetense        | 0 – 2           | Braga               |
| Moreirense       | 0 – 2           | Estoril Praia       |
| Porto            | 1 – 0           | Trofense            |
| 20 ottobre 2013  |                 |                     |
| Ribeirão         | 2 – 0           | São João de Ver     |
| Camacha          | 2 – 1 (dts)     | Vilaverdense        |
| Fafe             | 6 – 0           | Piense              |
| Lusitano FCV     | 1 – 2           | Olhanense           |
| Santa Maria      | 1 – 0           | Nacional            |
| Gil Vicente      | 5 – 0           | Caldas              |
| Atlético CP      | 1 – 0           | Santa Eulalia       |
| Louletano        | 0 – 2           | Famalicão           |
| Vitória Setúbal  | 3 – 1           | Alcanenense         |
| Loures           | 0 – 3           | AD Oliveirense      |
| Varzim           | 1 – 4           | Arouca              |
| Marítimo         | 3 – 1           | Freamunde           |
| Esperança Lagos  | 0 – 3           | Rio Ave             |
| Benfica e C.B.   | 1 – 2           | Chaves              |
| Sertanense       | 2 – 0           | O Grandolense       |
| União Leiria     | 1 – 3 (dts)     | Tondela             |
| Oriental Lisbona | 1 – 1 (3–5 dcr) | Académico de Viseu  |
| Belenenses       | 2 – 2 (2–4 dcr) | Académica           |
| Portimonense     | 0 – 0 (3–5 dcr) | Cova da Piedade     |
| Feirense         | 2 – 2 (5–3 dcr) | Farense             |
| Sporting Lisbona | 8 – 1           | Alba                |

## Quarto turno
| Squadra 1         | Risultato       | Squadra 2          |
| ----------------- | --------------- | ------------------ |
| 9 novembre 2013   |                 |                    |
| Ribeirão          | 0 – 2           | Penafiel           |
| Cova da Piedade   | 0 – 0 (3–4 dcr) | Gil Vicente        |
| Arouca            | 2 – 0           | Chaves             |
| Benfica           | 4 – 3 (dts)     | Sporting Lisbona   |
| 10 novembre 2013  |                 |                    |
| Camacha           | 1 – 2 (dts)     | Atlético CP        |
| Académica         | 1 – 1 (4–3 dcr) | Académico de Viseu |
| Marítimo          | 3 – 0           | Oliveirense        |
| Rio Ave           | 4 – 2           | Sertanense         |
| Famalicão         | 0 – 1 (dts)     | Estoril Praia      |
| Vitória Setúbal   | 2 – 1           | Santa Maria        |
| Olhanense         | 1 – 3           | Braga              |
| Vitória Guimarães | 0 – 2           | Porto              |
| 17 novembre 2013  |                 |                    |
| Fafe              | 1 – 2           | Desp. Aves         |
| Tondela           | 0 – 1           | Paços Ferreira     |
| 4 dicembre 2013   |                 |                    |
| Covilhã           | 1 – 2           | Leixões            |
| Beira-Mar         | 3 – 2           | Feirense           |

## Ottavi di finale
| Squadra 1      | Risultato | Squadra 2       |
| -------------- | --------- | --------------- |
| 4 gennaio 2014 |           |                 |
| Leixões        | 1 – 5     | Estoril Praia   |
| Rio Ave        | 1 – 0     | Vitória Setúbal |
| Porto          | 6 – 0     | Atlético CP     |
| Benfica        | 5 – 0     | Gil Vicente     |
| 5 gennaio 2014 |           |                 |
| Paços Ferreira | 1 – 2     | Desp. Aves      |
| Marítimo       | 2 – 3     | Penafiel        |
| Beira-Mar      | 0 – 1     | Académica       |
| Braga          | 2 – 0     | Arouca          |

## Quarti di finale
| Squadra 1       | Risultato   | Squadra 2     |
| --------------- | ----------- | ------------- |
| 5 febbraio 2014 |             |               |
| Penafiel        | 0 – 1       | Benfica       |
| Porto           | 2 – 1       | Estoril Praia |
| 6 febbraio 2014 |             |               |
| Rio Ave         | 1 – 0       | Académica     |
| Braga           | 3 – 1 (dts) | Desp. Aves    |

## Semifinali
| Squadra 1 | Totale | Squadra 2 | Andata | Ritorno |
| --------- | ------ | --------- | ------ | ------- |
| Braga     | 0 – 2  | Rio Ave   | 0 – 0  | 0 – 2   |
| Porto     | 2 – 3  | Benfica   | 1 – 0  | 1 – 3   |

### Andata
| Braga 26 marzo 2014, ore 20:00 UTC | Braga         | 0 – 0 referto | Rio Ave | Stadio comunale di Braga (5.115 spett.)\| Arbitro: \| Carlos Xistra \| |
| Arbitro:                           | Carlos Xistra |               |         |                                                                        |

| Arbitro: | Marxo Ferreira |

|                |           |  |
| J. Martínez 6’ | Marcatori |  |

### Ritorno
| Arbitro: | Artur Soares Dias |

|                            |           |  |
| Ukra 26’ Rúben Ribeiro 69’ | Marcatori |  |

| Arbitro: | Pedro Proença |

|                                                |           |            |
| Salvio 17’ E. Pérez 58’ (rig.) André Gomes 80’ | Marcatori | 52’ Varela |

## Finale
| Arbitro: | Carlos Xistra |

|            |           |  |
| Gaitán 20’ | Marcatori |  |

| Benfica | Rio Ave |

### Formazioni
| Benfica         |    |                    |     |     |
|                 |    |                    |     |     |
| POR             | 1  | Jan Oblak          |     |     |
| TD              | 14 | Maxi Pereira       |     |     |
| DC              | 4  | Luisão ()          |     |     |
| DC              | 24 | Ezequiel Garay     |     |     |
| TS              | 34 | André Almeida      |     |     |
| CEN             | 18 | Eduardo Salvio     |     |     |
| CC              | 6  | Rúben Amorim       |     | 55’ |
| CC              | 35 | Enzo Pérez         |     |     |
| CC              | 20 | Nicolás Gaitán     |     | 87’ |
| ATT             | 11 | Lima               | 54’ |     |
| ATT             | 19 | Rodrigo            |     | 66’ |
| A disposizione: |    |                    |     |     |
| POR             | 1  | Artur              |     |     |
| DIF             | 33 | Jardel             |     |     |
| CEN             | 30 | André Gomes        |     | 55’ |
| CEN             | 50 | Lazar Marković     |     | 66’ |
| ATT             | 90 | Ivan Cavaleiro     |     |     |
| ATT             | 7  | Óscar Cardozo      |     | 87’ |
| ATT             | 9  | Rogelio Funes Mori |     |     |
| Allenatore:     |    |                    |     |     |
| Jorge Jesus     |    |                    |     |     |

| Rio Ave             |    |                   |       |     |
|                     |    |                   |       |     |
| POR                 | 93 | Ederson           |       |     |
| TD                  | 12 | Lionn             | 90+4’ |     |
| DC                  | 46 | Marcelo           |       |     |
| DC                  | 2  | Alberto Rodríguez |       |     |
| TS                  | 26 | Edimar            | 90+4’ |     |
| CC                  | 8  | Tarantini ()      |       |     |
| CC                  | 7  | Filipe Augusto    |       |     |
| CD                  | 17 | Ukra              |       |     |
| TRQ                 | 77 | Rúben Ribeiro     | 45’   | 78’ |
| CS                  | 23 | Pedro Santos      |       | 80’ |
| ATT                 | 11 | Bruno Braga       | 57’   | 89’ |
| A disposizione:     |    |                   |       |     |
| POR                 | 1  | Hugo Ventura      |       |     |
| DIF                 | 25 | Roderick          |       |     |
| DIF                 | 16 | Nuno Lopes        |       |     |
| CEN                 | 15 | Tiago Pinto       |       |     |
| CEN                 | 14 | André Vilas Boas  |       | 89’ |
| CEN                 | 10 | Diego Lopes       |       | 78’ |
| ATT                 | 9  | Hassan            |       | 80’ |
| Allenatore:         |    |                   |       |     |
| Nuno Espírito Santo |    |                   |       |     |